# Гизела (дочь Карла Великого)
Гизела (до или в 781 году — в 808 году или позже) — дочь Карла Великого от его брака с Хильдегардой из Винцгау.
Она была крещена в базилике Святого Амвросия в 781 году Томасом, архиепископом Милана. Она получила образование в замке в Ахен у Алкуина, который дал ей прозвище «Делия». По словам Алкуина, она особенно интересовалась астрономией. Алкуин упоминает «Делию» в некоторых своих стихах.
Как и её сестры Берта и Ротруда, Гизела никогда не была замужем.
Согласно одним источникам она умерла в 808 года, однако по другой информации в 814 году она была отправлена в монастырь своим братом Людовиком Благочестивым.